# Tramway de Kamianske
Le tramway de Kamianske est le réseau de tramways de la ville de Kamianske, en Ukraine. Le réseau est composé de quatre lignes. Sa première ligne a été mise en service en 1935.

## Réseau actuel

### Aperçu général
Le réseau compte quatre lignes :
- 1: ДМК − Улица Скалика
- 2: ДМК − Дунайская улица
- 3: ДМК − Проспект Аношкина
- 4: ДКХЗ − Одесская улица